# Isahaya

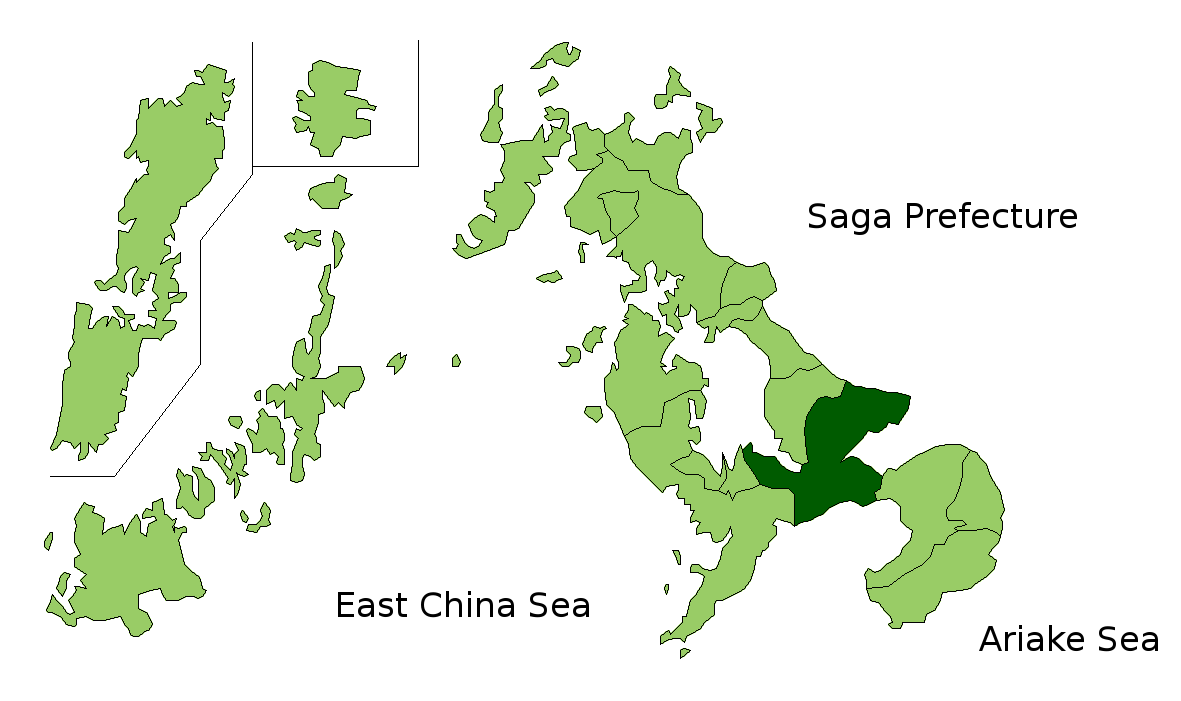

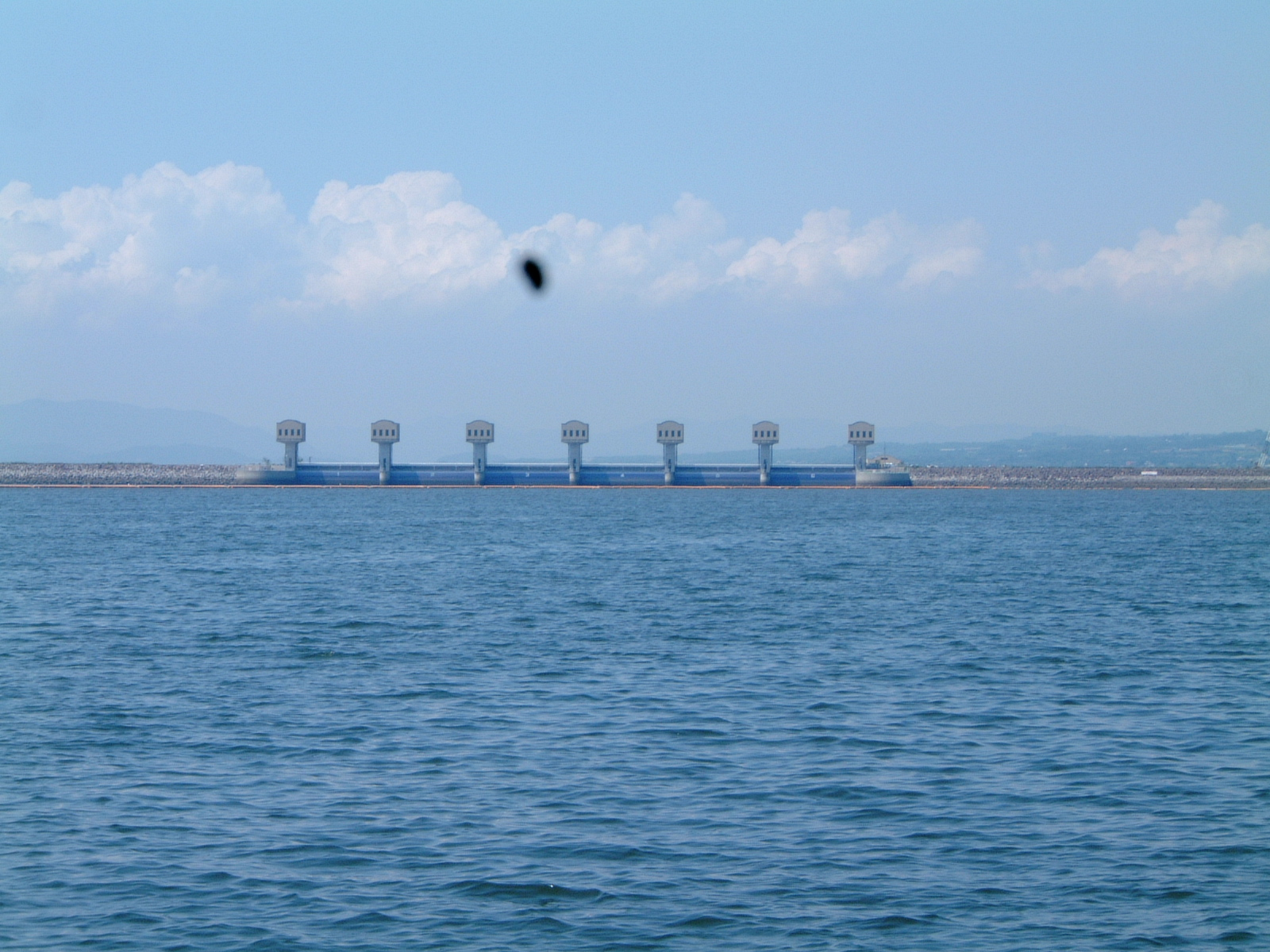
Digul golfului Isahaya

Isahaya (諫早市 Isahaya-shi?) este un municipiu din Japonia, prefectura Nagasaki.